# تحكم منبسط
يقوم التحكم المنبسط (بالإنجليزية: Flatness-based control)‏ في الأنظمة على أساس امتلاك هذه خاصية الانبساط. فكرة الطريقة هي أنه اعتمادا على خاصية الانبساط يتم حساب النظام العكسي الذي يعطينا المدخل المثالي للنظام الذي عن طريقه نحقق المخرج المرجو التوصل إليه.